# 天満町停留場
天満町停留場（てんまちょうていりゅうじょう、天満町電停）は、広島県広島市西区天満町にある広島電鉄本線の停留場である。駅番号はM14。

## 歴史
当停留場付近は隣の観音町停留場と合わせて改廃が多く、資料によって時期に異同があるが、ここでは主に『日本鉄道旅行地図帳』を参考にした。
当停留場のある本線の紙屋町 - 己斐間は1912年（大正元年）12月8日に開業。この時天満町停留場も開業したが、現在の停留場とは異なる位置にあった別の停留場である。
当停留場は1917年頃、初代天満町停留場の廃止と同時に開業した。初代停留場の位置にはその後天満橋停留場（てんまばしていりゅうじょう）が設置され、後に天満町停留場へ名称を改めるものの、再び廃止されている。

### 年表
- 1912年（大正元年）12月8日：天満町停留場（初代）が開業[3]。
- 1917年（大正6年）頃：初代停留場が廃止[3]、当停留場の前身となる2代目の天満町停留場が開業[3]。
- 1922年（大正11年）頃：西天満町停留場（にしてんままちていりゅうじょう）に改称[3]。初代停留場の位置に天満橋停留場が開業[3]。
- 1929年（昭和4年）頃：西天満町停留場が観音町停留場（かんおんまちていりゅうじょう）に改称[3]。天満橋停留場は天満町停留場（3代目）に改称[3]。
- 1936年（昭和11年）7月11日：観音町停留場が西天満町停留場に再改称[3]。
- 1942年（昭和17年）5月：3代目の天満町停留場が廃止[3]。
- 1945年（昭和20年）
  - 8月6日：広島市への原子爆弾投下により休止[2]。
  - 8月9日：当停留場 - 己斐間が復旧[2]。
  - 9月9日：西天満町停留場から天満町停留場に再改称[3]。
- 1996年（平成8年）10月：駅番号「M15」を付与[4]。
- 2025年（令和7年）8月3日：駅番号を「M14」へ変更[5]。

## 停留場構造

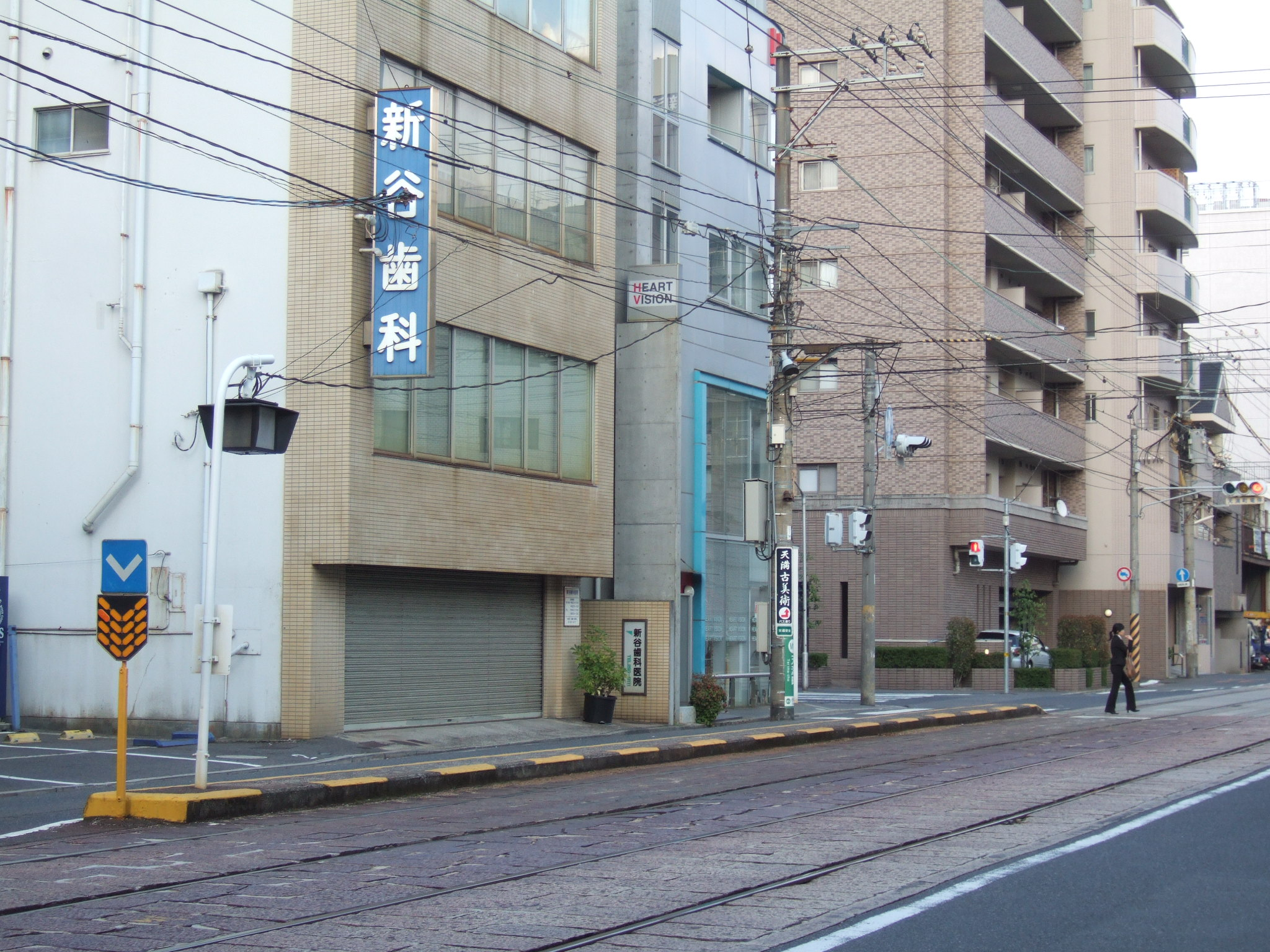
広島駅方面ホーム

本線はほぼすべての区間で軌道が道路上に敷かれている併用軌道であり、当停留場も道路上にホームが設けられている。
ホームは低床式で2面あり、東西方向に伸びる2本の線路を挟み込むように向かい合って配置されている（相対式ホーム）。線路の北側に紙屋町方面の上りホーム、南側に広電西広島（己斐）駅方面の下りホームがある。周辺の道路の幅が狭く、ホームは路面より少し高いぐらいの簡素な造りである。

### 運行系統
本線には広島電鉄が運行するすべての系統が乗り入れるが、このうち当停留場には2号線、3号線、それに0号線が乗り入れている。
| 上りホーム | 2号線         | 広島駅ゆき             |                |
| 上りホーム | 0号線 · 3号線 | 日赤病院前ゆき         | 日赤病院前ゆき |
| 上りホーム | 0号線 · 3号線 | 広電本社前ゆき         |                |
| 下りホーム | 2号線         | 広電宮島口ゆき         |                |
| 下りホーム | 2号線 · 3号線 | 広電西広島（己斐）ゆき |                |

## 停留場周辺
付近は古くからの住宅街である。北東方向に徒歩5分の距離には広島天満宮がある。少し東へ歩いたところには天満川が流れる。
- 広島市立天満小学校
- 天満公園

## 隣の停留場
広島電鉄
本線
小網町停留場 (M13) - 天満町停留場 (M14) - 観音町停留場 (M15)